# Xavier García
Xavier García Gadea (Barcelona, 5 de janeiro de 1984) é um jogador de polo aquático espanhol naturalizado croata, medalhista olímpico.

## Carreira

### Naturalização
García representou a Espanha de 1999 até 2013, em três Olimpíadas. Atuando desde 2010 na Croácia, pode tirar cidadania e atuar a partir de 2013, aproveitando que o ciclo de naturalizações no período foi de grande intensidade.

### Rio 2016
Garcia integrou a equipe medalha de prata nos Jogos do Rio de Janeiro.